# Phyllidiopsis sinaiensis
Phyllidiopsis sinaiensis is een slakkensoort uit de familie van de Phyllidiidae. De wetenschappelijke naam van de soort is voor het eerst geldig gepubliceerd in 1988 door Yonow.